# Municipio de Pleasant (condado de Pottawattamie)
El municipio de Pleasant (en inglés: Pleasant Township) es un municipio ubicado en el condado de Pottawattamie, en el estado estadounidense de Iowa. En el año 2010 tenía una población de 251 habitantes y una densidad poblacional de 2,72 personas por km².

## Geografía
El municipio de Pleasant se encuentra ubicado en las coordenadas 41°27′45″N 95°26′27″O / 41.46250, -95.44083. Según la Oficina del Censo de los Estados Unidos, el municipio tiene una superficie total de 92.35 km², toda ella tierra firme.

## Demografía
Según el censo de 2010, había 251 personas residiendo en el municipio de Pleasant. La densidad de población era de 2,72 hab./km². De los 251 habitantes, el municipio de Pleasant estaba compuesto por el 100% blancos.